# 김강국
김강국(金康國, 1997년 1월 7일 ~ )은 대한민국의 축구 선수이다. 포지션은 미드필더이다. 현재 강원 FC에서 활약하고 있다.